# Liste de variétés de houblon
Cette page contient une liste de variétés de houblon, classées par pays.

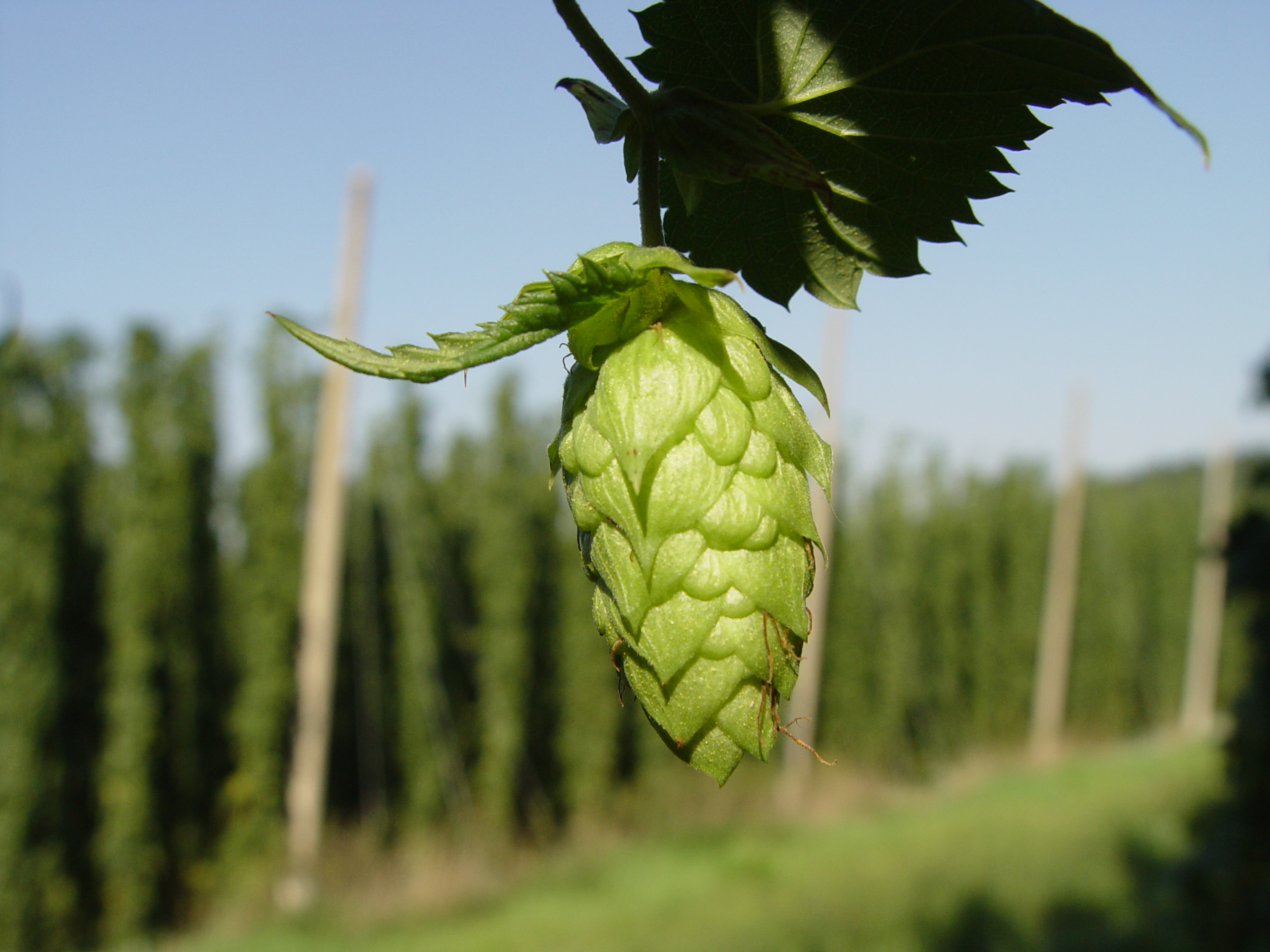
Cône de houblon.

On estime à environ 150 le nombre de variétés (cultivars) de houblon cultivées dans le monde en 2019.
Les différentes variétés peuvent être divisées en trois catégories, selon leur utilisation :
- houblons aromatiques : variétés utilisées en brasserie principalement pour leurs propriétés aromatiques ;
- houblons amérisants : variétés utilisées en brasserie principalement pour leurs propriétés amérisantes ; ces variétés ont une teneur élevée en acides alpha ;
- houblons doubles : variétés utilisées en brasserie pour leurs propriétés à la fois aromatiques et amérisantes.

## Europe

### Belgique
Les (anciennes) variétés belges suivantes sont peu ou plus cultivées.
- White slender, la plus ancienne variété connue, était très sensible à la maladie du blanc. C'était la variété principale jusqu'à la fin du XIXe siècle.
- Groene Belle, de la région d'Alost-Asse.
- Coigneau, sélectionnée dans les houblonnières de Franciscus Coigneau à Teralfene, district de Affligem.
- Buvrinnes, originaire du village de Buvrinnes en Hainaut.
- Star, sélectionnée par Roger Top à partir d'une souche de Saaz. Cette espèce était sensible aux maladies.
- Record, à l'arôme fruité.
- Loeren, variété de houblon principalement cultivée à Erembodegem.

### Royaume-Uni
| Nom                | Type       | Alpha (%) | Bêta (%) |
| ------------------ | ---------- | --------- | -------- |
| Admiral            | amérisant  | 13,5-16,2 | 4,8-6    |
| Boadicea           | double     | 9-11      | 3,6      |
| Bramling Cross     | aromatique | 5-7,8     | 2,3-3,2  |
| Brewer’s Gold      | amérisant  | 6-9       | 3,1      |
| Bullion            | amérisant  | 6-9       | 5-6      |
| Challenger         | double     | 6-9       | 3,2-4,2  |
| First Gold         | double     | 7-11      | 3-4,1    |
| Fuggle             | aromatique | 3-6       | 2-3      |
| Goldings           | aromatique | 4-8       | 2-2,8    |
| Herald             | double     | 11,9-12,8 | 4,8-5,5  |
| Northdown          | amérisant  | 6-10      | 4,4-6,2  |
| Northern Brewer    | amérisant  | 7-11      | 8-10     |
| Phoenix            | amérisant  | 10-12     | 4,2-5,5  |
| Pilgrim            | amérisant  | 10-12     | 4,3-5    |
| Pilot              | amérisant  | 8-12      | ?        |
| Pioneer            | amérisant  | 9-12      | 3,5-4    |
| Progress           | aromatique | 4-8       | 1,8-2,7  |
| Target             | amérisant  | 8-13      | 4,5-5,7  |
| Yeoman             | amérisant  | 8-14      | 4-5      |
| Whitbreads Golding | aromatique | 4-8       | 2-2,7    |

### Allemagne
| Nom                   | Type       | Alpha (%) | Bêta (%) |
| --------------------- | ---------- | --------- | -------- |
| Ariana                | double     | 10-13     | 4,5-6    |
| Callista              | aromatique | 2-5       | 5-10     |
| Hallertau Hersbrucker | aromatique | 2-5,5     | 4-5,5    |
| Hallertau Mittelfrüh  | aromatique | 4-6       | 3-5      |
| Hallertauer Magnum    | amérisant  | 12-14     | 4,5-5,5  |
| Hallertauer Taurus    | amérisant  | 12,3-17,9 | 4-6      |
| Herkules              | amérisant  | 14-17     | 4-5,5    |
| Merkur                | amérisant  | 12-16,2   | 5-7,3    |
| Opal                  | aromatique | 4-8       | 3,5-5,5  |
| Perle                 | aromatique | 5-9       | 3,5-5,5  |
| Saphir                | aromatique | 3-6       | 6,5      |
| Spalt Select          | aromatique | 3,5-5,5   | 3-4,5    |
| Smaragd               | aromatique | 4-6       | 3,5-5,5  |
| Tettnang              | aromatique | 3-6       | 4,4      |
| Tradition             | aromatique | 4-7       | 4-5      |

### Tchéquie
| Nom      | Type       | Alpha (%) | Bêta (%) |
| -------- | ---------- | --------- | -------- |
| Agnus    | amérisant  | 9-12      | 4-6,5    |
| Bohemie  |            | 5-8       | 6-9      |
| Bor      | double     | 6-9       | 3-5,5    |
| Harmonie | aromatique | 5-8       | 5-8      |
| Kazbek   |            | 5-8       | 4-6      |
| Premiant | double     | 7-9       | 3-6      |
| Rubin    | amérisant  | 10-14     | 4-6      |
| Sládek   | aromatique | 4,5-6,5   | 4-6,5    |
| Saaz     | aromatique | 2-5       | 3-4,5    |
| Vital    | amérisant  | 12-16     | 6-10     |

### Slovénie
| Nom                       | Type       | Alpha (%) | Bêta (%) |
| ------------------------- | ---------- | --------- | -------- |
| Ahil                      | amérisant  | 10-12     | 4-5      |
| Apolon                    | amérisant  | 10-12     | 4        |
| Atlas                     | amérisant  | 5-9       | 3,2-4,1  |
| Aurora                    | aromatique | 5,5-9,5   | 3,2-5,5  |
| Blisk                     | double     | 9,7-14,1  | 3,3-4,8  |
| Bobek (Styrian Golding B) | aromatique | 3,5-7,8   | 4-6,1    |
| Buket                     | aromatique | 8,7-13,5  | 4,2-6,3  |
| Cekin                     | aromatique | 6-8       | 2-3      |
| Celeia                    | aromatique | 5-6       | 3-4      |
| Cerera                    | aromatique | 5-6       | 3-4      |
| Cicero                    | double     | 6-7       | 2,5      |
| Dunav                     | aromatique | 5,1-9,6   | 2,8-4,6  |
| Extra Styrian Dana        | double     | 11-16     | 4,8-6    |
| Styrian Golding           | aromatique | 3-6       | 2,5-3,5  |

### Autres pays européens
| Nom                  | Pays    | Type       | Alpha (%) | Bêta (%) |
| -------------------- | ------- | ---------- | --------- | -------- |
| Aramis               | France  | aromatique | 7-8,5     | 3,8-4,5  |
| Elsasser             | France  | aromatique | env.3-5   | env.3-5  |
| Junga                | Pologne | amérisant  | 10-13     | 5-8      |
| Lubelski             | Pologne | aromatique | 3-5       | 2,5-3,5  |
| Marynka              | Pologne | amérisant  | 8-12      | 10,2-13  |
| Précoce de Bourgogne | France  | aromatique | 3,1-3,7   | 2,6-3,5  |
| Strisselspalt        | France  | aromatique | 2-5       | 3-5,5    |
| Sybilla              | Pologne | double     | 6-8       | 4-7      |
| Tardif de Bourgogne  | France  | aromatique | 3,1-5,5   | 4,5      |

## États-Unis
| Nom               | Type          | Alpha (%)     | Bêta (%)      |
| ----------------- | ------------- | ------------- | ------------- |
| Ahtanum           | aromatique    | 5,7-6,3       | 5-6,5         |
| Amarillo          | aromatique    | 8-11          | 6-7           |
| Apollo            | amérisant     | 15-19         | 5,5-8         |
| Aquila            | aromatique    | 6,7-8,9       | 4,1-4,9       |
| Azacca            | aromatique    | 14-16         | 4,0-5,5       |
| Banner            | double        | 8,4-13        | 5,3-8         |
| Bravo             | amérisant     | 12-14         | 3-5           |
| Calypso           | double        | 12-14         | 5-6           |
| Cascade           | aromatique    | 6-8           | 5-5,5         |
| Cashmere          | double        | 7,7-9,1       | 3,3-7,1       |
| Centennial        | double        | 7-12          | 3,5-4,5       |
| Chelan            | amérisant     | 12-14,5       | 8,5-9,8       |
| Chinook           | double        | 8-13          | 3-4           |
| Citra             | aromatique    | 9-11          | 3,5-4,5       |
| Cluster           | double        | 6-9           | 4,5-5,5       |
| Columbus          | amérisant     | 13-18         | 4,5-5,5       |
| Comet             | amérisant     | 9,5           | 4             |
| Cryo              | aromatique    |               |               |
| Crystal           | aromatique    | 3,5-5,5       | 4,5-6,5       |
| Delta             | aromatique    | 5,5-7         | 5,5-7         |
| El Dorado         | double        | 14-16         | 7-8           |
| Equinox           | aromatique    | 14,4-15,6     | 3-5,3         |
| Eroica            | amérisant     | 12-15         | 4,6-5,1       |
| Galena            | amérisant     | 10-14         | 7-9           |
| Glacier           | aromatique    | 4-7           | 8,2           |
| Greenburg         | aromatique    | 5,2           | 7,2           |
| Horizon           | amérisant     | 10-17         | 6,5-8,5       |
| Idaho 7           | aromatique    | 13-15         | 4-5           |
| Liberty           | aromatique    | 3-6           | 3-4           |
| Millennium        | amérisant     | 15,5          | 4,8           |
| Mosaic            | double        | 11,5-13,5     | 3,2-3,9       |
| Mount Hood        | aromatique    | 3-6           | 5-7,5         |
| Mount Rainier     | aromatique    | 6,1           | 5,7           |
| Newport           | amérisant     | 13,5-17       | 7,2-9,1       |
| Nugget            | amérisant     | 10-14         | 4-6           |
| Palisade          | aromatique    | 5,5-9,5       | 6-8           |
| San Juan Ruby Red | aromatique    | 7             | ?             |
| Santiam           | aromatique    | 4-7           | 6-8           |
| Satus             | amérisant     | 12,5-14       | 8,5-9         |
| Simcoe            | double        | 11-15         | 4-5           |
| Sonnet            | aromatique    | 4-6           | ?             |
| Sterling          | aromatique    | 5-9           | 4-6           |
| Summit            | amérisant     | 13,5-15,5     | 4-6           |
| Super Galena      | amérisant     | 13-16         | 8-10          |
| Tillicum          | amérisant     | 12-14,5       | 9,8-10,5      |
| Tomahawk          | voir Columbus | voir Columbus | voir Columbus |
| Ultra             | aromatique    | 4-5           | 3,6-4,7       |
| Vanguard          | aromatique    | 5-7           | 6-7           |
| Warrior           | double        | 15-18         | 4,5-5,5       |
| Willamette        | aromatique    | 3-6           | 3-4           |
| Zeus              | voir Columbus | voir Columbus | voir Columbus |

## Australie et Nouvelle-Zélande
| Nom                      | Pays             | Type       | Alpha (%) | Bêta (%) |
| ------------------------ | ---------------- | ---------- | --------- | -------- |
| Alpharoma                | Nouvelle-Zélande | double     | 5,8-10,9  | 2,6-4,8  |
| Calicross                | Nouvelle-Zélande | double     | 5,8-7,9   | 4-7,8    |
| Ella (Stella)            | Australie        | aromatique | 14-16     | 4-4,5    |
| Feux-Cœur Français       | Australie        | amérisant  | 12-16     | ?        |
| Galaxy                   | Australie        | double     | 13,5-14,8 | 5,8-6    |
| Green Bullet             | Nouvelle-Zélande | amérisant  | 10-13     | 7        |
| Kohatu                   | Nouvelle-Zélande | aromatique | 6,8       | ?        |
| Motueka                  | Nouvelle-Zélande | aromatique | 5-7,5     | 5-5,5    |
| Nelson Sauvin            | Nouvelle-Zélande | double     | 10-13     | 6-8      |
| Pacific Gem              | Nouvelle-Zélande | amérisant  | 11-15     | 8,2      |
| Pacific Jade             | Nouvelle-Zélande | amérisant  | 12-14     | 7-8      |
| Pacifica                 | Nouvelle-Zélande | aromatique | 4-8       | 6        |
| Pride of Ringwood        | Australie        | amérisant  | 9-10,5    | 5,5-6    |
| Rakau                    | Nouvelle-Zélande | double     | 9-11      | ?        |
| Riwaka                   | Nouvelle-Zélande | aromatique | 4,5-8     | 4-5      |
| Southern Cross           | Nouvelle-Zélande | amérisant  | 12-14     | 5-6      |
| Sticklebract             | Nouvelle-Zélande | amérisant  | 13-14     | 7,5-8,5  |
| Summer                   | Australie        | aromatique | 4-7       | 4,8-6,1  |
| Super Alpha              | Nouvelle-Zélande | double     | 10-12     | 7-8,5    |
| Super Pride              | Australie        | amérisant  | 13,5-15   | 6,4-6,9  |
| Taiheke                  | Nouvelle-Zélande | double     | 6-8       | 5,0-5,5  |
| Topaz                    | Australie        | amérisant  | 15,5-18   | 6-7      |
| Wai-iti                  | Nouvelle-Zélande | aromatique | 3         | ?        |
| Waimea                   | Nouvelle-Zélande | double     | 16-19%    | 7-9%     |
| Wakatu (Hallertau Aroma) | Nouvelle-Zélande | aromatique | 7-10      | 8,5      |

## Asie
Sur la base de la distribution de la variation génétique actuelle, Murakami et al. soutiennent que le genre Humulus est probablement originaire de Chine. Comme indice supplémentaire, ils mentionnent que les trois espèces du genre Lupulus : H. lupulus L., H. japonicus Siebold & Zuccarini (syn. H. scandens (Loureiro) Merrill) et H. yunnanensis Hu, sont présentes en Chine et l'une de ces espèces y est  endémique.
Le houblon est cultivé en Chine depuis 1921. La première variété cultivée, Hadora, a été introduite d'Allemagne.

### Chine
| Nom            | Type      | Alpha (%) | Bêta (%) |
| -------------- | --------- | --------- | -------- |
| Hadora         |           |           |          |
| Qingdao Da Hua | amérisant | 6,5       | 3,5      |

### Japon
| Nom         | Type       | Alpha (%) | Bêta (%) |
| ----------- | ---------- | --------- | -------- |
| Furano Ace  | aromatique | 8         | 8        |
| Shinshuwase | aromatique | 4,7-8,3   | 4-6,1    |
| Sorachi Ace | double     | 12-16     | 6,5-7    |

## Afrique
En 1956, la société South African Breweries Hop Farms Ltd (qui fait maintenant partie de SABMiller) a lancé un programme de sélection. L'intention était de cultiver de nouvelles variétés adaptées au climat et  à la durée d'ensoleillement de la région d'Outeniqua (municipalité de George), Afrique du Sud. En 1972, la variété Southern Brewer a été mise sur le marché  et est restée la principale variété de houblon cultivée en Afrique du Sud pendant les 20 années suivantes. Parce qu'il y a trop peu d'heures de lumière du jour autour de l'équateur, on a dû recourir à la lumière artificielle pour faire pousser ces houblons. Ce n'est qu'en 1992 que deux nouvelles variétés ont été sélectionnées, Outeniqua et Southern Promise, qui pourraient pousser avec moins de lumière du jour.
| Nom              | Pays           | Type      | Alpha (%) | Bêta (%) |
| ---------------- | -------------- | --------- | --------- | -------- |
| Outeniqua        | Afrique du Sud | amérisant | 12-13,5   | 4,1-5,1  |
| Southern Brewer  | Afrique du Sud | amérisant | 9-10,5    | 3,6-4,5  |
| Southern Promise | Afrique du Sud | double    | 9,5-11,5  | 3,6-5,4  |
| Southern Star    | Afrique du Sud | amérisant | 12-14     | 4,8-5,2  |

## Sources
- (en) « Hop Guide », sur beeradvocate.com (consulté le 4 mars 2021).
- « Variétés de houblon », sur castlemalting.com (consulté le 4 mars 2021).
- (en) « Czech hop varieties », sur czhops.cz, Hop Growers Union of the Czech Republic (consulté le 4 mars 2021).
- (en) « Hop research », sur Hop Research Institute Co. (consulté le 4 mars 2021).
- (en) « Find the perfect Hops for your beer », sur Barth Haas (consulté le 4 mars 2021).
- (en) « USA hops (gearchiveerd) » (consulté le 4 mars 2021).
- (en) « Aroma Selector - Not sure what variety is right for you? », sur Hop Growers of America, USA hops (consulté le 4 mars 2021).
- (en) « Hop varieties », sur nzhops.co.nz (version du 31 juillet 2013 sur Internet Archive).
- (en) « Hop Varieties », sur New Zealand Hops (consulté le 4 mars 2021).
- « Liste des variétés de houblons », sur univers-biere.net (consulté le 4 mars 2021).
- « Liste complète des houblons du monde, substituts et propriétés », sur rolling-beers.fr (consulté le 4 mars 2021).
- « Variétés de houblon », sur belgischehop.be (consulté le 4 mars 2021).